# Steven Bochco
Steven Ronald Bochco, född 16 december 1943 i New York, död 1 april 2018 i Los Angeles, var en amerikansk manusförfattare och TV-producent. Bochco utvecklade TV-serier som Spanarna på Hill Street, Lagens änglar, Dr Howser och På spaning i New York.

## Biografi
Steven Bochco var en av de mest framgångsrika manusförfattarna och TV-producenterna inom amerikansk TV-underhållning, och skapade eller bidrog till en mängd TV-serier. Han skapade serier som Spanarna på Hill Street (Hill Street Blues) som började spelas in 1981, Lagens änglar (LA Law) 1983, Dr Howser (Doogie Howser, M.D.) 1989, Civil Wars 1991, På spaning i New York (NYPD Blue) 1993, Murder One: Diary of a Serial Killer 1997, Total Security 1997, Philly 2001 och Over There som började spelas in år 2005.
Bochco inledde sin karriär som manusförfattare för den amerikanska 60-talsserien Brottsplats: San Francisco och skrev därefter manus till ett antal långfilmslånga avsnitt av deckaren Columbo i början av 1970-talet. Han har även skrivit manus till ett antal långfilmer för TV. 
Många skådespelare inom framför allt TV-världen har fått sina definitiva genombrott i Steven Bochcos TV-serier som visats världen över, däribland Bruce Weitz, Michael Warren, Joe Spano, Barbara Bosson, Ed Marinaro, Ken Olin, Corbin Bernsen, Alan Rachins, Blair Underwood, Jimmy Smits, John Spencer, Dennis Franz, Kim Delaney, Henry Simmons, Jacqueline Obradors, Gail O'Grady och Esai Morales. 
Steven Bochco gifte sig med skådespelaren Barbara Bosson år 1969. De hade två barn vid skilsmässan 1997. Han gifte år 2000 om sig med Dayna Kalins.
Bochco dog den 1 april 2018, 74 år gammal i följderna av leukemi.

## Utmärkelser
Emmy Awards
- 1981 Primetime Emmy Award for Outstanding Drama Series (Outstanding Drama Series), för Spanarna på Hill Street, delat pris med Michael Kozoll och Gregory Hoblit
- 1981 Outstanding Writing in a Drama Series, för Spanarna på Hill Street, "Hill Street Station" (premiäravsnitt), delat pris med Michael Kozoll
- 1982 Outstanding Drama Series, för Spanarna på Hill Street, delat pris med Gregory Hoblit, David Anspaugh och Anthony Yerkovich
- 1982 Outstanding Writing in a Drama Series för Spanarna på Hill Street (avsnittet Freedom's Last Stand), delat pris med Anthony Yerkovich, Jeff Lewis, Michael I. Wagner och Michael Kozoll
- 1983 Outstanding Drama Series för Spanarna på Hill Street, delat pris med Gregory Hoblit, Anthony Yerkovich, David Anspaugh och Scott Brazil
- 1984 Outstanding Drama Series för Spanarna på Hill Street, delat pris med Gregory Hoblit, Scott Brazil, Jeff Lewis, Sascha Schneider och David J. Latt
- 1987 Outstanding Drama Series för Lagens änglar, delat pris med Gregory Hoblit, Terry Louise Fisher, Ellen S. Pressman, Scott D. Goldstein och Phillip M. Goldfarb
- 1987 Outstanding Writing in a Drama Series för Lagens änglar (avsnittet "The Venus Butterfly"), delat pris med Terry Louise Fisher
- 1989 Outstanding Drama Series för Lagens änglar, delat pris med Rick Wallace, David E. Kelley, Scott D. Goldstein, Michele Gallery, William M. Finkelstein, Judith Parker, Phillip M. Goldfarb och Alice West
- 1995 Outstanding Drama Series för På spaning i New York, delat pris med David Milch Gregory Hoblit, Mark Tinker, Michael M. Robin, Walon Green, Channing Gibson, Charles H. Eglee, Ted Mann, Burton Armus, Gardner Stern, Steven DePaul, Robert J. Doherty och Bill Clark

Humanitas Prize
- 1981 60-minute Category, for Spanarna på Hill Street
- 1999 90-Minute Category, for På spaning i New York

Edgar Awards
- 1982 Best Episode in a TV Series Teleplay, för Hill Street Blues (avsnittet "Hill Street Station")
- 1995 Best Episode in a TV Series Teleplay, för På spaning i New York (avsnittet "Simone Says")

Directors Guild of America
- 1999 Diversity Award

Writers Guild of America
- 1994 Laurel Award for TV Writing Achievement